# Mädapea
Mädapea  est un village estonien appartenant à la commune de Rakvere dans le Virumaa occidental. Au 1er janvier 2010, il compte 67 habitants. 